# Eurovision Choir 2019
Eurovision Choir 2019 var den andra upplagan av Eurovision Choir, anordnad av European Broadcasting Union. Tävlingen ägde rum den 3 augusti 2019 i Partille Arena i Partille. Programledare var Petroc Trelawny och Ella Petersson.
Tio länder tävlade. Av dessa deltog Norge, Skottland, Schweiz och Sverige för första gången. Tre av de tävlande tog sig till andra ronden, Lettland, Danmark och Slovenien. Tävlingen vanns av Danmark med kören Vocal Line.
Det bekräftades den 8 juli 2018 att tävlingen skulle äga rum i Partille, Göteborg. Den 18 december 2018 avslöjades det att tävlingen skulle äga rum i Partille Arena.

## Tävlingen
Alla länder som är medlemmar i European Broadcasting Union (EBU) får tävla i Eurovision Choir. Tio länder tävlade med varsin kör. I en första rond tävlade alla länder med en eller flera låtar som var tillsammans maximalt fyra minuter långa. Alla låtar ska vara förknippade med det tävlande landet. Efter länderna framfört sina bidrag utser en jury tre finalister som får tävla med nya låtar i maximala tre minuter innan juryn utsåg en vinnare. Vinnaren får tävla i World Choir Games i  Flandern, Belgien under juli 2020.
Den 5 april 2019 berättades det att Petroc Trelawny och Ella Petersson skulle bli programledare.

## Tävlande länder
Den 18 december 2018 presenterades de att nio länder som skulle tävla, Belgien, Tyskland, Lettland, Slovenien och Wales som även tävlat 2017 och de nya länderna, Norge, Skottland, Sverige och Schweiz medan Österrike, Danmark, Estland och Ungern inte skulle medverka som 2017. Den 20 mars 2019 ändrade sig Danmark och ställde upp ändå. Från börjar skulle även Rumänien och Frankrike tävla men de drog sig ur.

## Bidrag

### Första ronden
| Bidrag | Land      | Kör                                   | Sång(er)                        |
| ------ | --------- | ------------------------------------- | ------------------------------- |
| 01     | Sverige   | Zero8                                 | "Khorumi"                       |
| 01     | Sverige   | Zero8                                 | "Hej, dunkom så länge vi levom" |
| 02     | Belgien   | Almakalia                             | "Made in Belgium" (medley)      |
| 03     | Lettland  | Babite Municipality Mixed Choir Maska | "Pērkontēvs"                    |
| 04     | Tyskland  | BonnVoice                             | "O Täler weit"                  |
| 04     | Tyskland  | BonnVoice                             | "Die Gedanken sind frei"        |
| 05     | Norge     | Volve Vokal                           | "Ønskediktet"                   |
| 06     | Danmark   | Vocal Line                            | "True North"                    |
| 07     | Skottland | Alba                                  | "Cumha na Cloinne"              |
| 07     | Skottland | Alba                                  | "Ach a' Mhairead"               |
| 07     | Skottland | Alba                                  | "Alba"                          |
| 08     | Slovenien | Jazzva                                | "Spomenčice"                    |
| 09     | Schweiz   | Cake O’Phonie                         | "Chante en mon cœur"            |
| 09     | Schweiz   | Cake O’Phonie                         | "La sera sper il lag"           |
| 09     | Schweiz   | Cake O’Phonie                         | "Poi"                           |
| 09     | Schweiz   | Cake O’Phonie                         | "Le ranz des vaches"            |
| 09     | Schweiz   | Cake O’Phonie                         | "La ticinella"                  |
| 09     | Schweiz   | Cake O’Phonie                         | "Beresinaliedet"                |
| 09     | Schweiz   | Cake O’Phonie                         | "Chanson d'ici"                 |
| 10     | Wales     | Ysgol Gerdd Ceredigion                | "Cúnla"                         |
| 10     | Wales     | Ysgol Gerdd Ceredigion                | "Ar Lan y Môr"                  |

### Andra ronden
| Bidrag | Land      | Kör                                   | Sång(er)           | Placering |
| ------ | --------- | ------------------------------------- | ------------------ | --------- |
| 01     | Lettland  | Babite Municipality Mixed Choir Maska | "Come, God!"       | 2         |
| 02     | Danmark   | Vocal Line                            | "Viola"            | 1         |
| 03     | Slovenien | Jazzva                                | "Fly, Little Bird" | 3         |

### Dirigent
Dessa dirigerade körerna:
- Belgien – Nicolas Dorian
- Danmark – Jens Johansen
- Tyskland – Tono Wissing
- Lettland – Jānis Ozols
- Norge – Gro Espedal
- Skottland – Joy Dunlop
- Slovenien – Jasna Žitnik
- Sverige – Rasmus Krigström
- Schweiz – Antoine Krattinger
- Wales – Islwyn Evans

### Juryn
Juryn bestod av tre personer:
- Katarina Henryson
- John Rutter
- Deke Sharon